# خربق کاذب سبز
وراتروم ویرید (نام علمی: Veratrum viride) نام یک گونه از رده رده دم‌اسبی است.
گیاهی بومی از باتلاق ها، زمین های کم ارتفاع و مراتع مرطوب. 
نام‌های رایج: هلبور آمریکایی، هلبور باتلاق، هلبور سبز، پوکه هندی.
ترکیبات اصلی - یک آلکالوئید وراترین (C32H49NO9) قوی سمی یا سوادین که در هر دو شکل کریستالی و آمورف وجود دارد. ژروین، ورتروئیدین، سودوژروین، روبیجروین (استرنوتاتور) و رزین.
سم شناسی:- Veratrum یک مهارکننده قوی گردش خون است. عملکرد دقیق اجزای آلکالوئیدی منفرد و همچنین تأثیری که هر کدام در مجموع تأثیرات ریشه ایجاد می کنند هنوز مشخص نشده است. به گفته وود، این دارو یک مهارکننده ستون فقرات و شریانی است که هیچ اثر مستقیمی روی مراکز ستون فقرات ندارد. اثر مستقیم ژروین بر عضله قلب و تحریک اعصاب بازدارنده توسط وراتوئیدین باعث کاهش نبض می شود. نیروی ضربان قلب با اثر مستقیم جروین بر عضله قلب کاهش می یابد، در حالی که همان ماده، بر اساس دوز، یک فلج کم و بیش کامل وازو حرکتی ایجاد می کند. فرورفتگی مراکز حرکتی ستون فقرات به جروین نسبت داده می شود. گفته می شود که اثر استفراغی وراتروم به دلیل اثر ترکیبی وراتروئیدین و رزین است. همه داروهای مضعف وازوموتور و همه عواملی که نیروی حیاتی را کاهش می دهند، به نفع عمل وراتوم هستند. حالت تهوع همیشه علامت تعلیق مصرف دارو است. مرگ ناشی از وراتروم در اثر خفگی ایجاد می شود.